# Чікіс Рівера
Чікіс Рівера (*26 червня 1985, Лос-Анджелес, США) — американська співачка.

## Дискографія

### Альбоми
- Ahora (2015)
- Entre Botellas (2018)
- Playlist (2020)